# Adrianus Remiëns
Adrianus ("Adriaan" of "Janus") Remiëns (Amsterdam, 8 januari 1890 – aldaar, 8 september 1972) was een Nederlands kunstenaar. Van hem zijn schilderijen, tekeningen en beeldhouwwerken bekend.

## Leven en werk
Remiëns kreeg zijn opleiding aan de Tekenschool voor Kunstambachten te Amsterdam en werd beïnvloed door zijn docent Joseph Mendes da Costa. Remiëns werkte enige tijd voor Kunstaardewerkfabriek Regina te Gouda. Hij werkte respectievelijk met name vanuit Amsterdam, Schoorl, Blaricum, Laren (Noord-Holland) en weer Amsterdam. Van 1919 tot 1948 was hij getrouwd met Jetske Dionysia Gangel.
De werken van Remiëns waren in de jaren 20 van de 20e eeuw populair in Amsterdam. Hij vervaardigde veel bouwbeeldhouwwerk in de stad. Een voorbeeld zijn de Twee arenden (1922/1923) in Amsterdam-Oost en een krokodil en vissen aan de Lau Mazirelbrug (1924) in de Plantagebuurt. Hij werd ook ingeschakeld voor het versieren van viaducten ten behoeve van de Ringspoorbaan, die in de jaren 30 zou worden aangelegd, maar die uiteindelijk pas in de jaren 80 voltooid werd. De beelden bestemd voor de viaducten zijn daarom geplaatst in de Nieuwe Hoogstraat.
Remiëns vervaardigde naast bouwbeeldhouwwerk ook vrij werk. Dit waren met name dier- en mensfiguren in brons. Dit vrije werk is afgebeeld en besproken in de essays die de schrijver A.M. de Jong in 1929 schreef over de kunstenaar. 